# Jan Stehlík
Jan Stehlík – czechosłowacki zapaśnik walczący w obu stylach. Olimpijczyk z Londynu 1948, gdzie odpadł w eliminacjach w kategorii 63 kg w stylu klasycznym.
Mistrz kraju w stylu klasycznym, w roku 1952 i trzykrotny w stylu wolnym, w latach: 1945, 1949 i 1952
- Turniej w Londynu 1948

Przegrał z Ferencem Tóthem z Węgier i został zdyskwalifikowany.